# Rosina Heikel
Rosina Heikel   (Kaskinen, 17 de març de 1842 - Hèlsinki, 13 de desembre de 1929) Emma Rosina Heikel fou una metgessa i feminista finlandesa. El 1878 arribà a ser la primera doctora, especialista en ginecologia i pediatria.

## Biografia
Heikel nasqué a Kraskinen el 17 de març de 1842, filla de Carl Johan Heikel i Kristina Elisabet Dobbin. Son pare fou alcalde d'Oulu i Kokkola, i els seus dos germans, Alfred i Emil, van estudiar Medicina. Ella anà a escola a Vaasa, Jakobstad, Porvoo i Hèlsinki. Des d'una edat primerenca considerava que l'accés a l'educació hauria de ser equitatiu per a tots dos sexes; i el 1862 va decidir ser metgessa, com els seus germans. En aquesta època, les universitats finlandeses no permetien que les dones estudiassen Medicina, i és per això que marxà a Suècia per a formar-se en fisioteràpia en l'Institut Gimnàstic d'Estocolm. S'hi llicencià el 1866 i va tornar a la capital, on feu un curs d'obstetrícia un any més tard. Tornà a Estocolm el 1869 per a continuar especialitzant-se en anatomia i fisiologia.
El 1870 li permeteren assistir a classes de fisiologia en la Universitat de Hèlsinki i el 1871 rebé un permís especial per a estudiar Medicina en aquesta institució. Va obtenir el màster en Medicina el 1878, la qual cosa la va convertir en la primera metgessa de Finlàndia i dels països nòrdics.

## Carrera

### Medicina
Heikel va rebre una llicència limitada per a exercir la medicina, solament per tractar dones i xiquets. Durant el 1878, treballà a Estocolm i Copenhaguen, i es traslladà a Vaasa el 1879 per a especialitzar-se en salut de dones i xiquets. No es va poder registrar com a membre de la Societat Mèdica Finlandesa fins al 1884. El 1883 es creà per a ella el lloc de ginecòloga de la ciutat de Hèlsinki, i el 1889 fou reconeguda com a «ginecòloga i pediatra de la ciutat». Heikel hi treballà fins al 1901 i alhora exercia la seua pràctica privada a Hèlsinki fins al 1906.

### Activisme
A més a més de metgessa, Heikel fou activista pel moviment dels drets de les dones, i de l'associació feminista Naisasialiitto Unioni. Defensora de l'educació de les dones, ajudà a fundar Konkordia-liitto, una organització per a acadèmiques. El 1888, durant una reunió de la Societat Mèdica Finlandesa, opinà en contra de la prostitució i el 1892 va encoratjar la Naisasialiitto Unioni a promoure la igualtat d'oportunitats educatives per a xiquets i xiquetes. També va dirigir una workhouse per a xiquets i treballà per la salut infantil entre la població rural.

## Defunció
Rosina Heikel va morir el 13 de desembre del 1929 a Hèlsinki, sense família que li sobrevisqués. És soterrada al Cementeri de Hietaniemi.